# Corralito en Chipre de 2013
El corralito en Chipre en 2013 se refiere al corralito económico establecido en el territorio del Chipre griego desde el 16 de marzo de 2013 hasta el día 28 de marzo, durante el cual se bloquearon los depósitos bancarios y se cerraron las oficinas bancarias, con el objeto de evitar el pánico bancario o retirada masiva de depósitos ante la imposición por los ministros de economía de la UE de un gravamen a los depósitos bancarios. A cambio de dicho gravamen la eurozona habría pactado una ayuda de 10.000 millones de euros para evitar la bancarrota del país. Aunque los bancos estuvieron cerrados los cajeros automáticos vieron agotadas sus reservas en dinero líquido.

## Origen del términocorralitoen Argentina
En Argentina se denominó corralito por primera vez a la restricción de la libre disposición de dinero en efectivo de plazos fijos, cuentas corrientes y cajas de ahorros impuesta por el gobierno de Fernando de la Rúa en el mes de diciembre de 2001, y se prolongó por casi un año cuando se anunció oficialmente el 2 de diciembre de 2002 la liberación de los depósitos retenidos. Posteriormente este término trascendió a todos los países de habla castellana. El objetivo que se perseguía con estas restricciones era evitar la salida de dinero del sistema bancario, intentando evitar así una ola de pánico bancario y el colapso del sistema. Según Domingo Cavallo, a cargo del Ministerio de Economía, esta medida era positiva de cara a lograr un mayor uso de los medios de pago electrónico, evitando así la evasión impositiva y provocando la bancarización de la población. El término fue acuñado por el periodista económico argentino Antonio Laje en el año 2001, cuando tenía una columna económica en el programa de Daniel Hadad.

## Antecedentes
El origen del corralito de Chipre debe inscribirse en la Crisis financiera en Chipre de 2012–2013, la crisis bancaria europea derivada del modo de construcción de la Unión Económica y Monetaria de la Unión Europea e íntimamente relacionada con las diferentes crisis de otros muchos países europeos (Crisis de la deuda soberana en Grecia, Crisis financiera en Irlanda de 2008-2013, Crisis económica española de 2008-2013, así como las crisis de Portugal, Bulgaria, Italia y otros países.

### Solicitud de rescate a Chipre en 2012
El 25 de junio de 2012 el gobierno de Chipre solicitó la asistencia al fondo de rescate para su sector bancario ante la amenaza de un contagio desde la economía de Grecia. Dos días después, el 27 de junio el ministro de Economía de Chipre, Vassos Sharly, anunció la petición de asistencia financiera a sus socios de la eurozona y al Fondo Monetario Internacional. El 22 de noviembre el Gobierno de Chipre acordó un rescate financiero con el Fondo Monetario Internacional y con la Unión Europea por un importe inicial de 17.000 millones de euros.

## Corralitoen Chipre en 2013

### Inicio (días 15 y 16 de marzo)
Posteriormente, a partir del viernes 15 de marzo de 2013 con el cierre normal de los establecimientos bancarios pero su bloqueo a partir del 16 y su no reapertura el lunes 18 de marzo, los bancos chipriotas entraron en una situación de corralito financiero (restricción de la libre disposición de dinero en efectivo), como consecuencia del hecho de que los ministros de Economía y Finanzas de la eurozona concretaran los detalles del rescate, que ascendería, después de muchas negociaciones, a 10.000 millones de euros. El gobierno chipriota negoció con Europa estas primeras condiciones, particularmente adversas, que se vieron parcialmente flexibilizadas.

### Primera prolongación (días 19 y 20 de marzo)
Sin embargo, la propuesta europea fue rechazada por el Parlamento chipriota, lo que llevó a prolongar el corralito (cuyo fin estaba previsto para el 20 de marzo) hasta el martes 26 de marzo y al anuncio por parte del portavoz del Gobierno chipriota, Jrístos Stilianidis, de la formación una comisión técnica encargada de elaborar los detalles de la puesta en marcha de un plan alternativo de financiación que implicaba la creación de un Fondo de Inversión y Solidaridad y la participación económica de Rusia y la Iglesia ortodoxa chipriota. El jueves 21 el Banco Popular de Chipre, el segundo más grande del país, limitó la retirada de capitales en sus cajeros a un máximo de 260 euros. Finalmente, el viernes 22 el Parlamento chipriota adoptó medidas para regular el control de capitales e instaurar restricciones para el movimiento capitales financieros. El vicepresidente de Asuntos Económicos de la Comisión Europea, Olli Rehn, afirmó ese mismo día la necesidad de controlar la actividad bancaria del país por ley, con el objetivo de "evitar todo movimiento de capital que debilite la estabilidad financiera de Chipre", frente a la anunciada apertura de los bancos prevista para el martes 26.
La medida adoptada el viernes 22 de marzo por el Parlamento a instancias del Gobierno, supuso alargar de facto el corralito chipriota sine die. Por su parte, dos días más tarde, el domingo 24, el Banco Popular redujo aún más el importe extraíble de los cajeros que seguían operativos, pasando de 260 euros a un máximo de 100 euros por operación.

### Segunda prolongación (día 25 de marzo)
Posteriormente, el lunes 25, el Gobierno anunció que los bancos de Chipre reabrirían el martes 26, salvo el Banco Popular de Chipre (Laiki) y el Banco de Chipre, las dos entidades más afectadas, siendo pospuesta la reapertura normal de ambos bancos para el jueves 28 de marzo. El Banco Central de Chipre amplió dos días más el cierre de todas las entidades, hasta el jueves 28 de marzo. Por su parte, el mismo día previsto de apertura para las entidades pequeñas (todas menos el Banco Popular de Chipre y el Banco de Chipre) se anunciaron medidas destinadas al control de capitales.
El presidente del Banco de Chipre, Andreas Artemis, el mayor banco comercial del país, presentó su dimisión el día 26 de marzo, junto a otros cuatro miembros de la dirección. Ese mismo día una de las agencias de calificación de crédito, la agencia Fitch Ratings, calificó como en situación de bancarrota al Banco Popular y en quiebra limitada al Banco de Chipre, manteniendo la calificación del Banco Heleno en B con perspectiva negativa. De cara a la anunciada apertura del jueves 28, Yangos Dimitriu, gerente del Banco Central anunció que el Gobierno de Chipre limitaba a 300 euros la cantidad de dinero en efectivo disponible por ciudadano y día en bancos y cajeros, lo que, en la práctica suponía extender el corralito para los fondos en metálico.

### Fin parcial delcorralito(día 28 de marzo)
Finalmente y con las restricciones citadas, los bancos chipriotas reabrieron tras más de diez días de cierre, el 28 de marzo, el mismo día que el ministro de Exteriores, Yannis Kasulidis, anunciaba que el resto de las medidas de control bancario se prolongarían un mes.

## Consecuencias delcorralito
La situación creada con el corralito chipriota es lo suficientemente compleja como para que las consecuencias puedan ser muy variadas: aceptación, aunque fuera con alguna adaptación, de las obligaciones impuestas por los ministros de Economía y Finanzas de la eurozona, contagio a otros países del pánico bancario, retirada de fondos, salida de Chipre del euro. Otra de las posibles consecuencias del corralito es la aceleración del proceso de unión bancaria en Europa antes de 2014 así como la creación del Fondo Europeo de Garantía de Depósitos.

### Elerror Chiprey la garantía de depósitos
El corralito obligado por las autoridades europeas se considera un gran error ya que penalizaba los depósitos bancarios inferiores a 100.000 euros, límite superior hasta el que estaban protegidos, en teoría, los depósitos bancarios en toda Europa. Estas garantías de depósito aunque se consideran banales por algunos especialistas ya que no se pueden garantizar y por lo tanto devolver todos los depósitos existentes por esa cantidad suponía una garantía teórica ante la quiebra de un banco o Estado ya que estaban garantizados por una norma europea, una directiva que con el corralito en Chipre ha sido vulnerada en su espíritu por los mismos que la crearon.
Las dudas sobre la posible salida del Euro de Chipre y de la quita sobre los depósitos bancarios provocó la caída de las bolsas.
El 26 de marzo la Comisión Europea admitió que la nueva norma de la Unión Europea sobre resolución de crisis bancarias prevé la posibilidad de forzar a los grandes depositantes con más de 100.000 euros a asumir pérdidas, como ha ocurrido, de hecho en el rescate a Chipre.

## Rescate a Chipre en 2013
El rescate a Chipre para evitar la quiebra bancaria consta de las siguientes medidas: los bancos no devolverán parte del dinero a sus accionistas, se aplica un impuesto extraordinario a los depósitos bancarios superiores a 100.000 euros, control de capitales que impedirán la salida de dinero del país así como la retirada en los cajeros, división del mayor banco del país en dos bancos -uno bueno con depósitos inferiores a 100.000 euros- y límite de la deuda pública en el 100%.